# Chikkinduvadi, Kollegal
Chikkinduvadi là một làng thuộc tehsil Kollegal, huyện Chamarajanagar, bang Karnataka, Ấn Độ.